# Тычаны
Тычаны — река в Эвенкийском районе Красноярского края России, левый приток Чуни. Длина реки — 333 км. Площадь водосборного бассейна — 9720 км².
Река вытекает из озера Мурумэ на Тунгусском плато на высоте более 452 м над уровнем моря. От истока течёт на север и северо-запад, протекает через озеро Кивабо к югу от гор Урэми, после чего устремляется на запад, делая несколько изгибов к северу и югу. После впадения реки Шушук резко поворачивает на северо-запад. Умеренно меандрирует. На берегах — холмистая тайга с преобладанием лиственницы, берёзы и кедра. Впадает в Чуню по левому берегу на отметке 159 м над уровнем моря у заброшенного села Тычаны, ниже впадения Нижней Чунку, в 42 км от устья Чуни. Ширина перед устьем составляет 95-169 м при глубине 0,6-0,9 м, скорость течения в низовьях — 0,6 м/с. 

## Основные притоки
Указаны поименованные притоки длиной 30 км и более
| Название  | Расстояние от устья | Длина | Положение |
| --------- | ------------------- | ----- | --------- |
| Горностай | 30                  | 30    | правый    |
| Кукшиды   | 73                  | 55    | левый     |
| Корда     | 75                  | 114   | левый     |
| Ханули    | 93                  | 39    | правый    |
| Кирамкима | 124                 | 40    | правый    |
| Сунгтапчу | 141                 | 32    | левый     |
| Кэвэдэ    | 183                 | 31    | правый    |
| Хушмукан  | 221                 | 68    | левый     |
| Шушук     | 228                 | 86    | левый     |

## Данные водного реестра
По данным государственного водного реестра России и геоинформационной системы водохозяйственного районирования территории РФ, подготовленной Федеральным агентством водных ресурсов:
- Бассейновый округ — Енисейский
- Речной бассейн — Енисей
- Речной подбассейн — Подкаменная Тунгуска
- Водохозяйственный участок — Чуня
- Код водного объекта — 17010500212116100046466